# Liga dos Campeões da Europa de Voleibol Feminino
Liga dos Campeões da Europa de Voleibol Feminino é um torneio internacional de clubes de voleibol feminino organizado pela Confederação Europeia de Voleibol. É a competição mais importante em nível de clubes da Europa. O campeão deste torneio classifica-se para o Campeonato Mundial de Clubes..